# ماسانوبو شينوزوكا
ماسانوبو شينوزوكا (بالإنجليزية: Masanobu Shinozuka)‏ هو أحد الخبراء في مجال الميكانيكا التطبيقية اليابانية في الزلزال والهندسة الإنشائية، ويركز ماسانوبو شينوزوكا في أبحاثه على نظرية الحقل الكمومي ومنهجية تقييم المخاطر في الهندسة المدنية.
تم تطبيق أعماله بشكل كبير وتنفيذها في هندسة الزلازل في المباني والجسور وشبكات الحياة والأنظمة البيئية، واعتبارًا من 2 تشرين الثاني 2015 ، تم الاستشهاد بمنشوراته وأبحاثه بأكثر من 18000 مرة، وأصبح له مؤشر "اتش" بـ 61.

## تعليمه وحياته الدراسية
وُلد ماسانوبو شينوزوكا في طوكيو، اليابان في 23 ديسمبر عام 1930، وحصل على درجة البكالوريوس في الهندسة المدنية في عام 1953 و حصل علي درجة الماجستير في عام 1955 من جامعة كيوتو ومن ثم انتقل ماسانوبو شينوزوكا في وقت لاحق إلى الولايات المتحدة وحصل على درجة الدكتوراة في الهندسة المدنية تحت إشراف ألفريد فرودينثال من جامعة كولومبيا في مدينة نيويورك، وفي الفترة من عام 1958 إلى عام 1988 قام ماسانوبو شينوزوكا بالتدريس في قسم الهندسة المدنية في جامعة كولومبيا. وقام بعدها بالانضمام إلى كلية الهندسة في جامعة برينستون حتى عام 1995 ، عندما أصبح ماسانوبو شينوزوكا أستاذاً للهندسة المدنية حصل علي منصب فريد شامبيون للهندسة المدنية في جامعة جنوب كاليفورنيا، وشغل أيضًا منصب مدير المعهد الدولي لبحوث الحد من المخاطر المبتكرة في أنظمة البنية التحتية المدنية، ومن عام 2001 إلى عام 2013، كان أستاذًا متميزًا في الهندسة المدنية والبيئية بجامعة كاليفورنيا في إيرفين. وحصل على لقب الأستاذ المتميز من كلية هنري سامويلي للهندسة في الجامعة ومجلس الشيوخ الأكاديمي.

## تكريمه
حصل ماسانوبو شينوزوكا على العديد من الأوسمة والجوائز، ففي عام 2004، حصل على جائزة إلجستون للإنجازات الهندسية المتميز وفي عام 1994، حصل على ميدالية ثيودور فون كارمان المرموقة من الجمعية الأمريكية للمهندسين المدنيين. وفي عام 1978، تم انتخاب ماسانوبو شينوزوكا للأكاديمية الوطنية للهندسة، وهو اليوم أيضًا زميل في الجمعية الأمريكية للهندسة الميكانيكية ، وهو عضو أجنبي منتخب في الأكاديمية الروسية للعلوم الطبيعية وعضو فخري في الجمعية الأمريكية للهندسة المدنية.

## روابط خارجية
- Civil Engineering Department of Columbia University
- Henry Samueli School of Engineering Official Site
- National Academy of Engineering Official Site
- National Academies Press